# Archibald Campbell (biskop)
Archibald Campbell, död 1744, var en präst inom Skotska Episkopalkyrkan som tjänstgjorde som biskop av Aberdeen. Han var son till lord Neill Campbell och dennes hustru lady Vere Ker; hans farfar var Archibald Campbell, 1:e markis av Argyll och hans morfar William Kerr, 1:e earl av Lothian. 
Han utbildades för biskopsämbetet och vigdes i Dundee 1711, men utan att få ett eget stift. Den 10 maj 1721 valdes han, av stiftets prästerskap, till biskop i Aberdeen, men besökte aldrig sitt stift, utan uppehöll sig huvudsakligen i London; och då han fann att hans uppfattningar i vissa frågor inte delades av hans kolleger avsade han sig tjänsten 1724. 
Han studerade kyrkofäderna och skrev en bok om mellantillståndet, till försvar för bönen för de döda. Han bodde i England under många år och var förbunden med engelska non-jurors som George Hickes, Thomas Brett, Thomas Deacon och Roger Laurence. I stiden om de liturgiska bruken försvarade han dessa och skrev två pamfletter till förmån för dem. 
År 1717 blev biskop Campbell bekant med Arsenius, metropoliten av Thebe, som då var i London, och tillsammans med några engelska non-jurors föreslog han en union med Östkyrkan, som Arsenius, när han reste till Ryssland, tog med sig till Peter den store. Tsaren godkände projektet, men det gick i stöpet, då han krävde godkännandet av vissa punkter som britterna inte kunde skriva under.